# تایو یودن
تایو یودن (به ژاپنی: 太陽誘電) شرکت الکترونیک ژاپنی است، که در زمینه تولید نیم‌رساناها، القاگرها، مقاومت و خازن، دیسک‌های نوری، سی‌دی-رام و دیسک‌های بلو-ری، تجهیزات وای-فای و بلوتوث، فیلترهای الکترونیکی، القاگرها، وریستورها و ترمیستورها فعالیت می‌کند.
شرکت تایو یودن در سال ۱۹۵۰ تأسیس شد و در حال حاضر دارای عملیات در کشورهای کره جنوبی، هنگ کنگ، تایلند، تایوان، مالزی، سنگاپور، فیلیپین و چین می‌باشد.
دفتر مرکزی این شرکت در منطقه اوئنو، تایتو، توکیو، ژاپن قرار دارد و بخشی از سهام آن در بازار بورس توکیو معامله می‌شود.